# Bodilus ictericus ghardimaouensis
Bodilus ictericus ghardimaouensis é uma subespécie de insetos coleópteros polífagos pertencente à família Aphodiidae.
A autoridade científica da subespécie é Balthasar, tendo sido descrita no ano de 1929.
Trata-se de uma subespécie presente no território português.